# José Lovito
José Lovito (nascido em 13 de janeiro de 1970) é um ex-ciclista argentino.

## Olimpíadas
Participou, representando a Argentina, dos Jogos Olímpicos de Verão de 1992 na prova de velocidade do ciclismo de pista.